# Гейл (округ Тремполо, Вісконсин)
Гейл (англ. Gale) — місто (англ. town) в США, в окрузі Тремполо штату Вісконсин. Населення — 1708 осіб (2020). Неподалік від містечка Гейл у Вісконсині є містечко з подібною назвою Гейл.

## Демографія
Згідно з переписом 2010 року, у місті мешкало 1695 осіб у 648 домогосподарствах у складі 491 родини. Було 694 помешкання
Расовий склад населення:
| - 97,7 % — білих - 0,4 % — азіатів - 0,2 % — корінних американців - 0,2 % — чорних або афроамериканців - 1,1 % — осіб інших рас |

До двох чи більше рас належало 0,4 %. Частка іспаномовних становила 1,8 % від усіх жителів.
За віковим діапазоном населення розподілялося таким чином: 23,8 % — особи молодші 18 років, 61,5 % — особи у віці 18—64 років, 14,7 % — особи у віці 65 років та старші. Медіана віку мешканця становила 43,2 року. На 100 осіб жіночої статі у місті припадало 104,5 чоловіків; на 100 жінок у віці від 18 років та старших — 104,4 чоловіків також старших 18 років.
Середній дохід на одне домашнє господарство становив 72 525 доларів США (медіана — 67 850), а середній дохід на одну сім'ю — 83 317 доларів (медіана — 83 672). Медіана доходів становила 52 138 доларів для чоловіків та 34 866 доларів для жінок. За межею бідності перебувало 7,2 % осіб, у тому числі 12,9 % дітей у віці до 18 років та 7,4 % осіб у віці 65 років та старших.
Цивільне працевлаштоване населення становило 906 осіб. Основні галузі зайнятості: виробництво — 21,4 %, освіта, охорона здоров'я та соціальна допомога — 20,3 %, роздрібна торгівля — 10,7 %, сільське господарство, лісництво, риболовля — 8,4 %.